# Schmidt von Schmidtseck (Adelsgeschlecht)

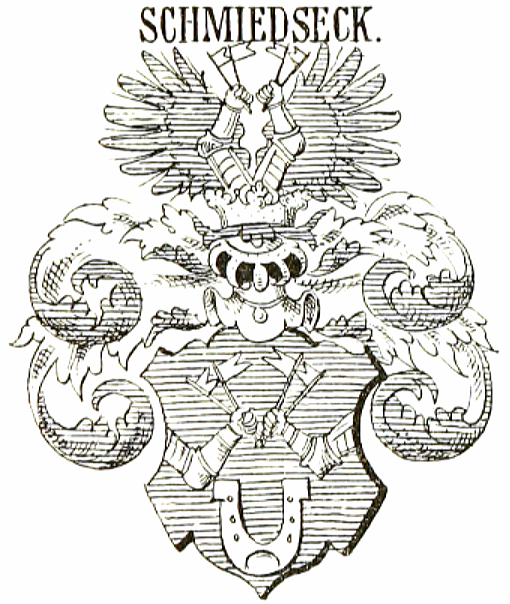
Das 1662 zuerkannte Adelswappen

Schmidt von Schmidtseck ist der Name eines in Schweden nobilitierten, seinen Ursprung in Uri (Schweiz) nehmenden Adelsgeschlechts, das späterhin in Preußen zu einigem Ansehen gelangte.

## Geschichte
Der schwedische Oberstleutnant und nachmalige Kurbrandenburgische Oberst sowie Erbherr zu Isterbies, Johann Schmied (1610–1680) wurde am 8. Dezember 1662 mit dem Adelsprädikat „Schmidt von Schmidtseck“ ohne Introdzierung bei der Ritterschaft in den schwedischen Adelsstand erhoben. 1907 bzw. 1912 erfolgte die Hebung in den preußischen Freiherrnstand, gebunden an den Besitz des Familienfideikommisses Woplauken in Ostpreußen.
Ebenfalls auf den Adelsbrief von 1662 zurückzuführen sind zwei nichtadelige Geschlechter, die den Namen „Schmidt von Schmidtseck“ führen, wovon das eine dennoch agnatischer Abstammung ist. Erstere geht auf die natürlichen Kinder des preußischen Kapitäns Wilhelm Schmidt von Schmidtseck (1716–1780) und seiner Geliebten Wilhelmine Riebel zurück, die sich statt des Namens der Mutter dem des Vaters bedienten. Die zweite Familie begründet sich Dezember 1920 über eine Ermächtigung zu einer Einholung von Harald Meyer (* 1900) in die zweite seit 1916 bestehende Ehe des Hauptmanns a. D. Heinrich Schmidt von Schmidtseck (* 1868) mit Ella Meyer.

## Wappen
Das Wappen (1662) zeigt in Blau mit zwei geharnischten gegeneinander aus den Schildrändern hervorkommenden Armen, deren Hände jedoch zwei ausgezackte einer zugekehrte Fähnlein halten. Unten ein gestürztes Hufeisen. Auf dem Helm mit blau-silbernen Decken zwischen einem offenen blauen Flug die Arme emporgereckt.

## Angehörige
- Johann Schmidt von Schmidtseck (1610–1680), kurbrandenburgischer Oberst, Regimentschef und Kommandant von Magdeburg
- Louis Schmidt von Schmiedeseck, preußischer Oberst und 1887–1890 Kommandeur des Schleswig-Holsteinisches Ulanen-Regiment Nr. 15
- Hilmar Schmidt von Schmidtseck (1863–1912), deutscher Verwaltungsjurist und Landrat
- Walter Schmidt von Schmidtseck (1865–1945), deutscher Generalleutnant